# Tề Trang công (Cấu)
Tề Tiền Trang công (chữ Hán: 齊前莊公; trị vì: 794 TCN – 731 TCN), tên thật là Khương Cấu (姜購), là vị vua thứ 12 của nước Tề - chư hầu nhà Chu trong lịch sử Trung Quốc.
Ông là con trai của Tề Thành công – vua thứ 11 nước Tề. Năm 795 TCN, Thành công qua đời, Khương Cấu lên nối ngôi.
Sử không ghi chép những sự kiện trong thời gian ông làm vua. Năm 731 TCN, Tề Trang công mất. Ông ở ngôi tất cả 64 năm, là vị vua ở ngôi lâu nhất nước Tề. Con ông là Khương Lộc Phủ lên làm vua, tức là Tề Ly công.